# Stefan Berger
Pour les articles homonymes, voir Stefan Berger (homonymie) et Berger (homonymie).
Stefan Heinrich Berger (né le 26 septembre 1964 à Langenfeld) est un historien allemand. Professeur d'histoire moderne, il est spécialisé dans l'étude du nationalisme, des questions d'identité nationale, de l'histoire du travail et dans l'historiographie.

## Biographie
De 1985 à 1987, il étudie l'histoire, la science politique et la littérature allemande à l'université de Cologne. Il y apprend également l'italien. De 1987 à 1990, il prépare puis passe sa thèse à l'université d'Oxford. Il travaille en tant que conférencier en histoire moderne européenne à l'université de Plymouth de 1990 à 1991, puis à l'université du Pays de Galles entre 1991 et 2000. De 2000 à 2005, il devient professeur d'histoire moderne à l'université de Glamorgan. De 2005 à 2011, il intègre l'université de Manchester comme professeur d'histoire moderne allemande et d'histoire européenne comparée. Il y est également directeur du Jean Monnet Centre of Excellence à l'université de Manchester. Enfin en 2011, il rejoint l'université de Bochum pour y prendre la chaire d'histoire sociale.
Le champ d'étude de Berger se concentre sur la nationalisation de l'écriture de l'histoire au cours du XIXe siècle et dans la première partie du XXe siècle.

## Filmographie
- 2020 :  Le Temps des ouvriers de Stan Neumann.

## Œuvres
- (en) The British Labour Party and the German Social Democrats, 1900-1931, 1994
- (en) The Search for Normality: National Identity and Historical Consciousness in Germany since 1800 (ISBN 1-57181-620-8, lire en ligne)
- (en) Angel Smith, Nationalism, Labour and Ethnicity 1870-1939, 1999 (lire en ligne)
- (en) « A Return to the National Paradigm? National History Writing in Germany, Italy, France, and Britain from 1945 to the Present », The Journal of Modern History, vol. 77, no 3,‎ septembre 2005
- (en) Writing the Nation : a global perspective, 2007 (lire en ligne)
- (en) Chris Lorenz, The Contested Nation : ethnicity, class, religion and gender in national histories, 2008
- (en) Linas Eriksonas et Andrew Mycock, Narrating the Nation : representations in history, media, and the arts, 2008 (lire en ligne)
- (en) Chris Lorenz, Nationalizing of the Past, 2010
- (en) Friendly Enemies : Britain and the GDR, 1949-1990, 2010